# Allène
Pour les articles homonymes, voir Allène (homonymie).
Pour les articles ayant des titres homophones, voir Alêne, Alène et Haleine.
Cet article possède un paronyme, voir Hallennes.
Un allène est un hydrocarbure dont l'un des atomes de carbone est linéaire et relié à deux autres atomes de carbone au moyen de deux doubles liaisons, un diène dont les deux doubles liaisons sont consécutives. Ils ont donc une formule brute de CnH4.
Le propadiène est le plus simple des allènes : H2C=C=CH2.

Le propadiène, le plus simple des allènes

Le groupement allényle est le radical CH2=C=CH-. 

## Stéréochimie
Les plans des deux fragments H-C-H de l'allène sont orthogonaux, et on retrouve cette orthogonalité dans les allènes substitués. 
À cause de cette orthogonalité, les allènes substitués peuvent montrer une chiralité axiale, bien que ne possédant pas forcément de carbone asymétrique.
D'autre part, ce type de liaison allénique à l'intérieur d'un cycle à 6 carbones a déjà été mis en évidence comme dans le cyclohexa-1,2,4-triène.

## Réactivité
Ce type de groupement rend les allènes plus réactifs que les alcènes.